# Tazoult
Tazoult (em árabe: تازولت) é uma comuna localizada na província de Batna, no noroeste da Argélia. Em 2008, sua população era de 27 493 habitantes.